# Rikassaare
Rikassaare est un village de la Commune de Türi du Comté de Järva en Estonie.
Au 31 décembre 2011, il compte 11 habitants.